# Tunga penetrans

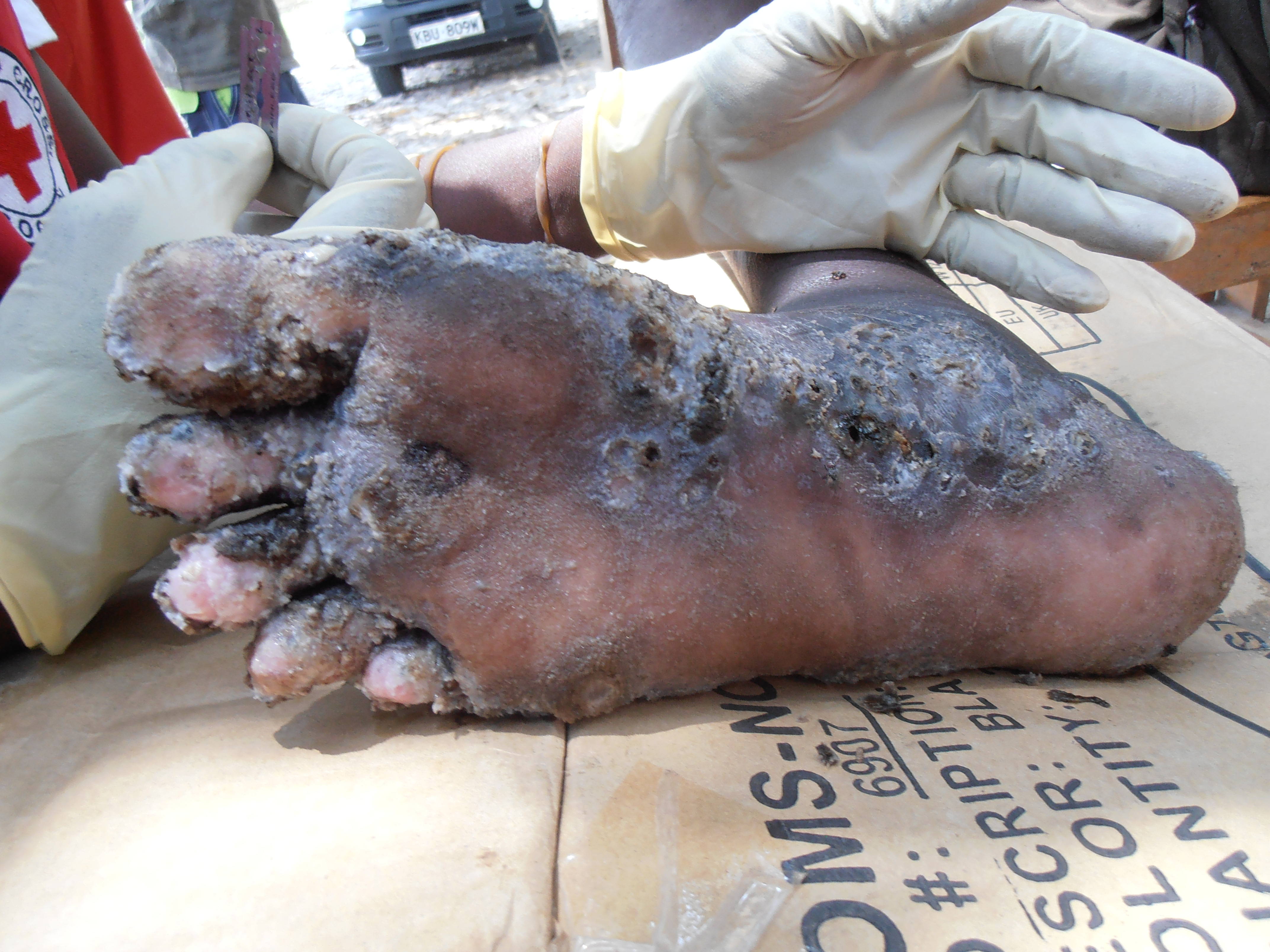
Befallener Fuß

Tunga penetrans ist ein Floh aus der Familie der Sandflöhe (Tungidae). Er ist in den tropischen Gebieten von Amerika (ursprüngliche Heimat), Afrika und Asien zu finden. Wie andere Flöhe auch, ist er ein Parasit und befällt Säugetiere. Der Befall wird Tungiasis genannt und ist äußerst unangenehm. Zudem können gefährliche Sekundärinfektionen bis zum Gangrän führen. Durch das Eindringen des Parasiten unter die Haut können jedoch andere Mikroorganismen das Gewebe infiltrieren, wobei es zu Sekundärinfektionen kommen kann. Neben Ulcerationen ist hierbei die Infektion mit Clostridium tetani besonders gefährlich.

## Verbreitung
Sandflöhe sind in den Ländern der Karibik, Südamerikas, Afrikas und Asiens verbreitet.

## Merkmale
Die Tiere werden ein bis zwei Millimeter lang und haben einen seitlich abgeflachten Körper. Wie alle Flöhe sind sie flügellos, haben aber zu Sprungbeinen entwickelte Hinterbeine.
Das Männchen erreicht eine Größe von 0,5 bis 0,7 Millimeter, das Weibchen 0,5 bis 6 Millimeter im vollgesogenen Zustand. Die bevorzugten Wirte sind der Mensch und große Haustiere.

## Lebensweise
Tunga penetrans lebt auf sandigen Böden, er ernährt sich parasitisch von Blut verschiedener Säugetiere, unter anderem auch des Menschen. Das Weibchen bohrt sich in die Haut des Wirtes (vorwiegend an den Füßen und unter den Zehennägeln) ein und wächst innerhalb von 8 bis 10 Tagen zu einer Größe von vier bis zwölf Millimetern Durchmesser an, wobei eine Erbsengröße als durchschnittlich anzusehen ist. Der Parasit ist dann als papulo-noduläre Struktur zu tasten, eventuell kann eine kleine Öffnung beobachtet werden, wobei ein Teil des Abdomens mit dem Ovidukt und den Stigmen über die Hautebene hinausragen kann. Die Begattung erfolgt erst hier über Männchen, die sich über das Hautniveau bewegen. Das Weibchen sondert einige tausend Eier ab, die auf den Boden fallen und sich hier in ca. 3 Wochen über Larven (nach ca. drei bis vier Tagen) zu Puppen und adulten Flöhen weiterentwickeln. Das Weibchen stirbt noch im Körper des Wirtes steckend.
Neben dem Menschen kann das Tier auch Hunde, Katzen, Ratten und Schweine befallen.

## Bekämpfung
Bei Hunden, die häufig als Reservoirwirt dienen, ist Fluralaner zur Bekämpfung geeignet.